# Гура Ваиј (Ракова)
Гура Ваиј (рум. Gura Văii) насеље је у Румунији у округу Бакау у општини Ракова. Oпштина се налази на надморској висини од 192 m.

## Становништво
Према подацима из 2011. године у насељу је живело 697 становника.